# Lieben, Kuscheln, Schmusen
Lieben, Kuscheln, Schmusen. Hilfen für den Umgang mit kindlicher Sexualität im Vorschulalter. ist ein 116 Seiten langer Ratgeber für die Sexualerziehung von Kindern. Autoren sind Lothar Kleinschmidt, Beate Martin und Andreas Seibel. Das Buch erschien in mehreren Auflagen im Ökotopia-Verlag, die zweite und dritte Auflage erschien 1994. die vierte Auflage 1996. Die Autorin Beate Martin ist Mitarbeiterin bei pro familia Münster und Dozentin im Institut für Sexualpädagogik in Dortmund. Das Buch ist Teil der „Sexualpädagogischen Reihe“ von pro familia Nordrhein-Westfalen. Es enthält Texte, Bilder und Spielvorschläge.
Die Einwendungen „mancher Eltern gegen sexualpädagogisches Engagement des Kindergartens“ werden von den Autoren als „Ausdruck einer prinzipiell sexualfeindlichen Grundhaltung“ bezeichnet.
In der Presse fanden Kritische Berichterstattungen 1999 in Bild am Sonntag und RTL statt. pro familia bezog daraufhin Stellung:
„Aus dem Blickwinkel von Erwachsenen wird hier von ‚Sex-Spielen‘ und ‚Fummeleien‘ gesprochen und vermarktet. Artikel wie Sendung entsprechen der täglichen Darstellung von Sexualität in den Medien und ihren Missbrauch für kommerzielle Zwecke. Hier wird verantwortungslos mit der Arbeit von pro familia zur sexuellen Entwicklung von Kindern umgegangen.“